# Volley Potentino
Il Volley Potentino è una società pallavolistica maschile italiana con sede a Potenza Picena: milita nel campionato di Serie A2.

## Storia
Il Volley Potentino nasce nel 1979 per volontà di un gruppo di amici: la prima competizione a cui prende parte la squadra è il campionato di prima divisione; nel corso degli anni la società cresce, affiancando alla squadra maschile, anche una femminile. L'approdo ad un campionato di livello nazionale è nel 1998 quando la squadra raggiunge la Serie B2; nel 2002 la sezione femminile si distacca definitivamente da quella maschile.
La promozione in Serie B1 arriva al termine della stagione 2003-04, mentre al termine della stagione 2011-12, dopo averla sfiorata gia nell'annata precedente, eliminata ai quarti di finale dei play-off promozione, con due giornate di anticipo, il club conquista la promozione in Serie A2: nell'annata 2012-13 quindi, il Volley Potentino disputa il suo primo campionato professionista. Dopo aver chiuso la stagione 2014-15 al terzo posto, oltre alla finale in Coppa Italia di Serie A2, guadagna l'accesso ai play-off promozione, che vince, battendo nella serie finale il Corigliano Volley, venendo promossa in Serie A1: tuttavia la società rifiuta di partecipare al massimo campionato italiano, rimanendo, grazie al ripescaggio, in Serie A2.

## Rosa 2018-2019
| N° | Nome                     | Ruolo | Data di nascita  | Nazionalità sportiva |
| -- | ------------------------ | ----- | ---------------- | -------------------- |
| 2  | Stefano Trillini         | C     | 9 agosto 1999    | Italia               |
| 5  | Roberto Pinali           | S     | 28 gennaio 1995  | Italia               |
| 6  | Francesco D'Amico        | L     | 9 ottobre 1999   | Italia               |
| 7  | Stefano Ferri            | S/O   | 2 settembre 2000 | Italia               |
| 8  | Stefano Gozzo            | S/O   | 24 ottobre 1994  | Italia               |
| 9  | Paolo Luigi Di Silvestre | S     | 31 gennaio 1998  | Italia               |
| 10 | Jacopo Larizza           | C     | 22 agosto 1998   | Italia               |
| 11 | Natale Monopoli          | P     | 28 maggio 1975   | Italia               |
| 12 | Antonio Jun Lavanga      | P     | 10 aprile 1999   | Italia               |
| 13 | Bernardo Calistri        | L     | 4 ottobre 1993   | Italia               |
| 14 | Matteo Paoletti          | S/O   | 27 maggio 1982   | Italia               |
| 15 | Fabrizio Garofolo        | C     | 16 novembre 1998 | Italia               |